# Cixius remota
Cixius remota är en insektsart som beskrevs av Edwards 1888. Cixius remota ingår i släktet Cixius och familjen kilstritar. Inga underarter finns listade i Catalogue of Life.